# Bruinborsttandkwartel
De bruinborsttandkwartel (Odontophorus speciosus) is een vogel uit de familie Odontophoridae. De wetenschappelijke naam van de soort is voor het eerst geldig gepubliceerd in 1843 door Tschudi.

## Voorkomen
De soort komt voor in het westen van het Amazoneregenwoud en er worden drie ondersoorten onderscheiden:
- O. s. soderstromii: oostelijk en zuidelijk Ecuador.
- O. s. speciosus: het oostelijke deel van Centraal-Peru.
- O. s. loricatus: zuidoostelijk Peru en oostelijk Bolivia.

## Beschermingsstatus
Op de Rode Lijst van de IUCN heeft de soort de status niet bedreigd.